# حلقة مدارية

حلقة مدارية ثبّتت حبل فضائي معلقة على الأرض..

الحلقة المدارية هي مفهوم لحلقة اصطناعية هائلة موضوعة حول الأرض تدور بمعدل زاوي أسرع من دوران الأرض. إنه تكوين ضخم ذو أبعاد هندسية فلكية.

## الفكرة
تم تصميم الهيكل ليتم استخدامه كمحطة فضائية أو كمركبة كوكبية للنقل عالي السرعة أو الإطلاق الفضائي.